# Бесіда аматорів російського слова
«Бесіда аматорів російського слова» - літературне товариство, яке утворилося у Петербурзі у 1811 р.
На чолі цього товариства стояли  Г. Р. Державін та  О.С.Шишков. До нього належали також  С. О. Ширінський-Шихматов, А. С. Хвостов,  О. О. Шаховський, І. С. Захаров та інші. Вони дотримувалися консервативних поглядів, будучи епігонами класицизму, виступали проти реформи літературної мови, що виконувалася прихильниками Н. М. Карамзіна. «Бесіда ...» відображала ті погляди на розвиток російської  літературної мови, яких дотримувалися «старші архаісти». Таким чином, головними опонентами «Бесіди» були «карамзіністи»,  котрі згодом оформилися у товариство  «Арзамас», яке висміювало діяльність «Бесіди».
До  «Розмови» входили також М. І. Гнєдич та І. А. Крилов, котрі відстоювали, на противагу Карамзіну і прихильникам сентименталізму, національно-демократичні традиції у розвитку російської літературної мови, цивільний і демократичний пафос у поезії. Цим визначалася орієнтація саме на «Бесіду» письменників декабристського напрямку, у тому числі  О. С. Грибоєдова,  П. О. Катеніна,  В. Ф. Раєвського та інших.
Перше засідання відбулося у будинку Державіна 14 березня 1811 р.
«Бесіда аматорів російського слова» розпалася після смерті Державіна у 1816 р.